# Cianimida

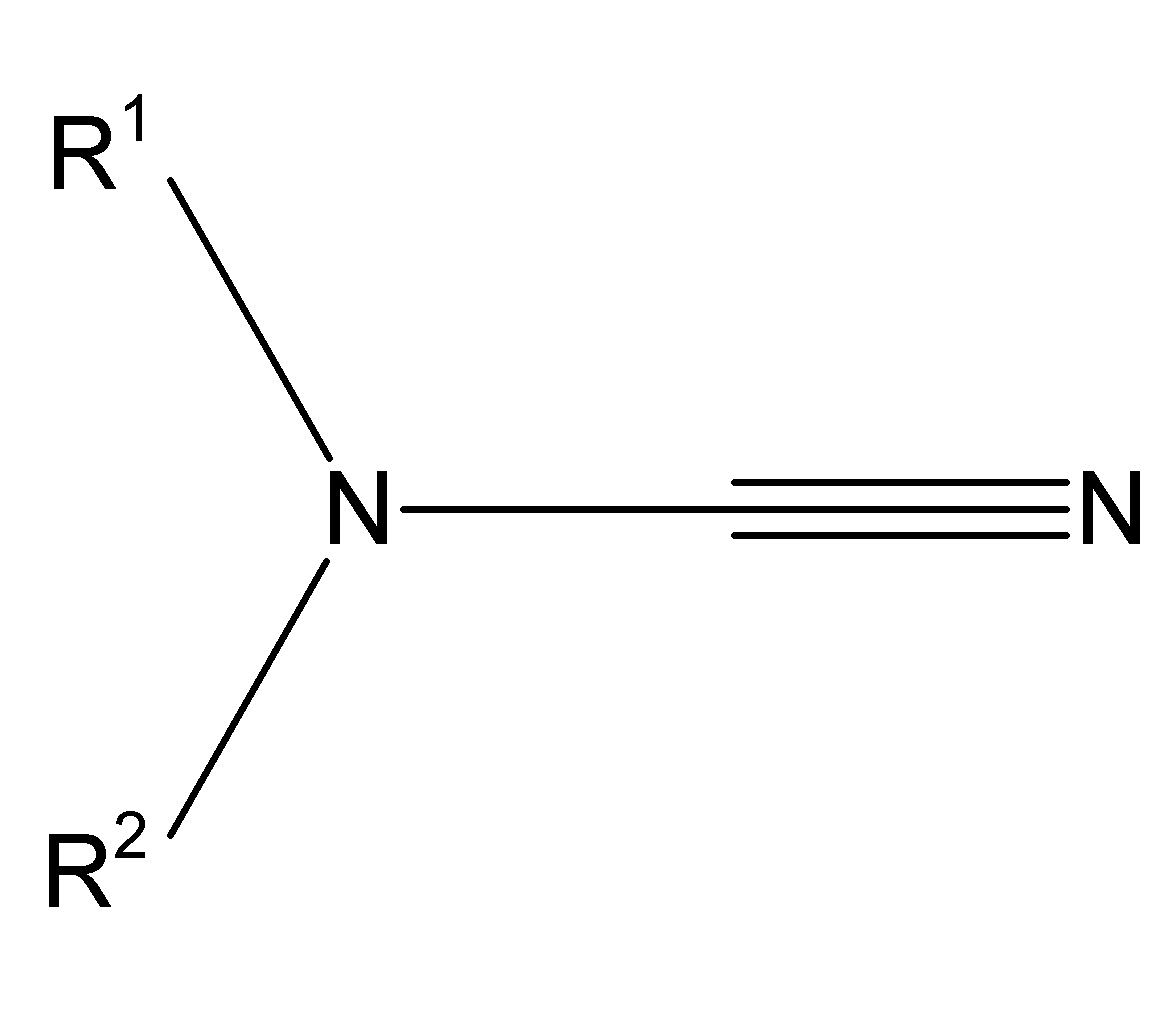
Estructura típica de una cianimida.

Las cianimidas son un grupo de compuestos químicos que comparten un grupo funcional común con la estructura general R1R2-N-CN. Este grupo puede ser considerado como una amina secundaria con un cianuro sustituyente o la amida del ácido ciánico.